# Anomala tindakua
Anomala tindakua är en skalbaggsart som beskrevs av Moron och Nogueira 2002. Anomala tindakua ingår i släktet Anomala och familjen Rutelidae. Inga underarter finns listade i Catalogue of Life.